# Cupania seemanni
Cupania seemanni är en kinesträdsväxtart som beskrevs av Triana & Planch.. Cupania seemanni ingår i släktet Cupania och familjen kinesträdsväxter. Utöver nominatformen finns också underarten C. s. fosteri.